# Chinnagenahalli, Gauribidanur
Chinnagenahalli là một làng thuộc tehsil Gauribidanur, huyện Kolar, bang Karnataka, Ấn Độ.